# Giorgio Scalvini
Giorgio Scalvini (* 11. prosince 2003 Chiari) je italský profesionální fotbalista, který hraje na pozici středního obránce za italský klub Atalanta BC a za italskou reprezentaci.

## Klubová kariéra
Scalvini v deseti letech nastoupil do akademie Brescie. V roce 2015 se připojil k mládeži Atalanty.
Scalvini debutoval za Atalantu 24. října 2021 ve věku 17 let v domácím zápase Serie A proti Udinese (remíza 1:1), když nastoupil jako střídající hráč v 85. minutě. 7. dubna 2022 debutoval Scalvini v Evropské lize UEFA v zápase s německým klubem RB Lipsko, který skončil nerozhodně 1:1. 18. dubna vstřelil Scalvini svůj první gól v kariéře, nicméně porážce 2:1 s Veronou zabránit nedokázal. V průběhu jarní části sezóny 2021/22 se stal stabilním členem základní sestavy Atalanty.
V sezóně 2022/23 byl jedním z nejdůležitějších hráčů týmu vedeného Gianem Pierem Gasperinim a dovedl klub až ke konečné 5. příčce v Serii A, která klubu zaručila účast v pohárové Evropě.

## Reprezentační kariéra
Dne 24. ledna 2022 byl Scalvini poprvé Robertem Mancinim nominován do italské reprezentace. V seniorské reprezentaci debutoval 14. června 2022 jako náhradník ve druhém poločase zápasu s Německem (výhra 5:2).
V červnu 2023 byl nominován na závěrečný turnaj Mistrovství Evropy ve fotbale hráčů do 21 let 2023, kde s italským výběrem skončili překvapivě už v základní skupině.